# Back to Bedlam
Back to Bedlam è il primo album in studio del cantautore britannico James Blunt, pubblicato nell'ottobre del 2004 dalla Atlantic Records.
L'album è stato ben accolto dalla critica specializzata, che elogiò in particolar modo l'abilità vocale e la capacità compositiva di Blunt. Inizialmente il disco si attestò nelle parti basse della Official Albums Chart, per poi ottenere un grande riscontro internazionale dopo la pubblicazione del singolo You're Beautiful, che si rivelò uno dei maggiori successi dell'estate nel 2005.

## Genesi e contesto
Blunt prese lezioni di pianoforte e violino sin da bambino, tuttavia ebbe le sue prime significative esperienze musicali nel periodo in cui frequentava la Harrow School, quando iniziò a suonare la chitarra e comporre le sue prime canzoni. Successivamente si laureò all'Università di Bristol presentando una tesi intitolata The Commodification of Image – Production of a Pop Idol.
Gli studi universitari di Blunt vennero finanziati dalla British Army, egli fu dunque costretto a servire un minimo di quattro anni nelle forze armate dell'esercito britannico. Il cantante ha dichiarato che a spingerlo verso questa carriera fu principalmente suo padre, militare, convinto che ciò avrebbe dato al figlio "una posizione sicura di lavoro e di reddito". Blunt si formò presso la Royal Military Academy di Sandhurst. Durante il suo periodo nell'esercito, riuscì comunque a trovare piccoli ritagli di tempo libero per lavorare ad alcune demo. In quel periodo fece la conoscenza di Todd Interland, manager di Elton John, il quale gli venne raccomandato da un collega militare. Interland ha rivelato che stava guidando in macchina verso casa quando ascoltò per la prima volta i provini di Blunt e, dopo aver sentito la traccia Goodbye My Lover, decise di contattare il cantante per un incontro.
Blunt concluse i servizi militari nel 2002, in modo da potersi dedicare a tempo pieno alla sua carriera musicale. Fu in quel periodo che cominciò ad usare il nome d'arte "Blunt", leggera storpiatura fonica del suo cognome legale "Blount". Poco dopo aver lasciato l'esercito, il cantante cominciò a suscitare i primi interessi da parte delle etichette discografiche, rimaste particolarmente colpite dal tono elegante del suo timbro vocale. La cantante Linda Perry, che in quel periodo stava cominciando a dare vita alla propria etichetta Custard Records, sentì il nastro promozionale di Blunt durante una visita a Londra, decise per cui di andarlo a vedere dal vivo pochi giorni dopo al festival South by Southwest di Austin, in Texas. La Perry fece un'offerta discografica al cantante quella stessa notte. Blunt firmò dunque un contratto con la Custard e dopo un mese si trasferì a Los Angeles per lavorare insieme al produttore Tom Rothrock.
Il cantante registrò Back to Bedlam nello studio casalingo di Rothrock durante i primi mesi del 2004, servendosi dell'aiuto di alcuni turnisti e suonando egli stesso diverse parti strumentali. Durante la sua residenza a Los Angeles, Blunt incontrò l'attrice Carrie Fisher, conosciuta attraverso la famiglia di un'ex-fidanzata. La Fisher si rivelò molto propositiva nei confronti del cantante, suggerendogli il titolo da dare all'album, che venne ispirato dall'istituto psichiatrico Bethlem Royal Hospital comunemente noto con il nome di Bedlam. L'attrice mise inoltre a disposizione il bagno di casa sua per le registrazioni del brano Goodbye My Lover.

## Accoglienza

### Pubblico
Inizialmente distribuito solo nel Regno Unito, l'album stentò a decollare nelle vendite per diversi mesi. Debuttò nella Official Albums Chart nel marzo del 2005, alla posizione numero 56. Entrò nella top 10 per la prima volta a inizio giugno, quando arrivò fino al quarto posto. Raggiunse infine la prima posizione durante la settimana del 16 luglio 2005, mantenendola per un totale di dieci settimane (di cui otto consecutive). Divenne l'album di maggior successo commerciale del 2005 nel Regno Unito, con oltre 2.4 milioni di copie. Ciò lo portò ad entrare nel Guinness dei primati come disco musicale ad aver venduto più copie in un solo anno nel Regno Unito. Il successo dell'album proseguì globalmente anche l'anno successivo, si rivelò infatti il disco più venduto in assoluto durante il 2006, con un attivo di circa 6 201 000 copie mosse in tutto il mondo. Nel dicembre del 2009 venne annunciato che Back to Bedlam era diventato l'album più venduto dell'intero decennio nel Regno Unito.
Secondo dati aggiornati al 2015, l'album ha venduto 3.31 milioni di copie nel Regno Unito e oltre 11 milioni di copie nel mondo.

### Critica
James Christopher Monger del portale AllMusic valutò positivamente l'album e accostò lo stile canoro di Blunt a quello di artisti come Rod Stewart, Antony and the Johnsons ed Elliott Smith. About.com lodò invece l'abilità del cantante nel saper riassumere i momenti più significativi della sua vita attraverso i testi dei brani, con menzione particolare per la traccia conclusiva No Bravery. La testata statunitense Slant Magazine scrisse che il disco era "un'esperienza di ascolto complessivamente cruda" in quanto "la scrittura di Blunt giustappone l'amore con la morte", aggiungendo che ciò rappresentava "motivo ulteriore per le ragazze americane di innamorarsi di questo tizio britannico". Tuttavia la rivista britannica NME volle indicarlo come album più brutto dell'anno nel 2006.

## 20th Anniversary Edition
L'11 ottobre 2024, esattamente vent'anni dopo la pubblicazione dell'album, ne viene pubblicata la ristampa ventennale con venticinque tracce, comprensive delle rimasterizzazioni delle canzoni, demo inedite e alcune bonus track.

## Tracce
1. High – 4:03 (James Blunt, Ricky Ross)
2. You're Beautiful – 3:33 (James Blunt, Sacha Skarbek, Amanda Ghost)
3. Wisemen – 3:42 (James Blunt, Sacha Skarbek, Jimmy Hogarth)
4. Goodbye My Lover – 4:20 (James Blunt, Sacha Skarbek)
5. Tears and Rain – 4:04 (James Blunt, Guy Chambers)
6. Out of My Mind – 3:33 (James Blunt)
7. So Long, Jimmy – 4:26 (James Blunt, Jimmy Hogarth)
8. Billy – 3:37 (James Blunt, Sacha Skarbek, Amanda Ghost)
9. Cry – 4:06 (James Blunt, Sacha Skarbek)
10. No Bravery – 4:00 (James Blunt, Sacha Skarbek)

Tracce bonus nella versione giapponese
1. You're Beautiful (acoustic) – 3:31 (James Blunt, Sacha Skarbek, Amanda Ghost)
2. No Bravery (Live) – 3:41 (James Blunt, Sacha Skarbek)

Tracce bonus nella versione iTunes statunitense
1. Fall at Your Feet – 2:25 (Neil Finn)

20th Anniversary Edition
- In questa edizione le tracce originali sono state tutte rimasterizzate.

1. High (Demo) – 3:40 (James Blunt, Ricky Ross)
2. You're Beautiful (Demo) – 3:17 (James Blunt, Amanda Ghost, Sacha Skarbek)
3. Wisemen (Demo) – 3:41 (James Blunt, Jimmy Hogarth, Sacha Skarbek)
4. Goodbye My Lover (Early Performance) – 4:07 (James Blunt, Sacha Skarbek)
5. Tears and Rain (Demo) – 4:04 (James Blunt, Guy Chambers)
6. Out of My Mind (Demo) – 3:14 (James Blunt)
7. So Long, Jimmy (Early Performance) – 3:24 (James Blunt, Jimmy Hogarth)
8. Billy (Demo) – 3:35 (James Blunt, Amanda Ghost, Sacha Skarbek)
9. Cry (Early Performance) – 3:49 (James Blunt, Sacha Skarbek)
10. No Bravery (Demo) – 2:19 (James Blunt, Sacha Skarbek)
11. Sugar-Coated (Bonus B-Side) – 3:49 (James Blunt, Jimmy Hogarth, Sacha Skarbek)
12. Butterfly (Bonus Demo) – 2:04 (James Blunt)
13. Dancing Days (Bonus Demo) – 3:56 (James Blunt, Jommy Hogarth, Sacha Skarbek)
14. Close Your Eyes (Bonus Demo) – 3:05 (James Blunt, Jimmy Hogarth, Sacha Skarbek)
15. Standing All Alone (Bonus Demo) – 3:57 (James Blunt)

## Formazione
- James Blunt – voce, organo Hammond, pianoforte, chitarra acustica, Fender Rhodes, tastiera, marimba, chitarra classica, chitarra a 12 corde, cori, mellotron
- Sasha Krivtsov – basso, cori
- Charlie Paxon – batteria, cori
- John Nau – organo Hammond, pianoforte, chitarra aggiuntiva, cori
- John Goodwin – chitarra elettrica, cori, slide guitar
- Matt Chait – chitarra elettrica
- Jimmy Hogarth – chitarra acustica, tastiera
- Sacha Skarbek – pianoforte, Fender Rhodes
- Guy Chambers – chitarra
- W. Vincent – basso
- The Producer – slide guitar
- Linda Perry – chitarra
- Mike Tarantino – chitarra solista, chitarra elettrica, dobro
- P. III – basso
- Brian McCloud – batteria
- Tom Rothrock, Amanda Ghost - cori

## Classifiche

### Classifiche settimanali
| Classifica (2005-06)  | Posizione massima |
| --------------------- | ----------------- |
| Australia             | 1                 |
| Austria               | 1                 |
| Belgio (Fiandre)      | 1                 |
| Belgio (Vallonia)     | 1                 |
| Canada                | 1                 |
| Danimarca             | 1                 |
| Europa                | 1                 |
| Finlandia             | 10                |
| Francia               | 2                 |
| Germania              | 1                 |
| Giappone              | 7                 |
| Grecia                | 1                 |
| Irlanda               | 1                 |
| Italia                | 5                 |
| Messico               | 5                 |
| Norvegia              | 1                 |
| Nuova Zelanda         | 1                 |
| Paesi Bassi           | 2                 |
| Portogallo            | 2                 |
| Regno Unito           | 1                 |
| Scozia                | 2                 |
| Spagna                | 7                 |
| Stati Uniti           | 2                 |
| Stati Uniti (digital) | 1                 |
| Stati Uniti (rock)    | 3                 |
| Svezia                | 1                 |
| Svizzera              | 1                 |
| Ungheria              | 17                |

### Classifiche di fine anno
| Classifica (2005) | Posizione |
| ----------------- | --------- |
| Australia         | 9         |
| Austria           | 41        |
| Belgio (Fiandre)  | 30        |
| Belgio (Vallonia) | 23        |
| Europa            | 2         |
| Finlandia         | 24        |
| Francia           | 10        |
| Germania          | 21        |
| Irlanda           | 1         |
| Italia            | 40        |
| Nuova Zelanda     | 1         |
| Paesi Bassi       | 17        |
| Regno Unito       | 1         |
| Spagna            | 48        |
| Svezia            | 4         |
| Svizzera          | 6         |
| Mondo (IFPI)      | 9         |
| Classifica (2006) | Posizione |
| Australia         | 1         |
| Austria           | 6         |
| Belgio (Fiandre)  | 6         |
| Belgio (Vallonia) | 5         |
| Europa            | 1         |
| Francia           | 11        |
| Germania          | 5         |
| Giappone          | 40        |
| Grecia            | 33        |
| Irlanda           | 20        |
| Messico           | 17        |
| Nuova Zelanda     | 2         |
| Paesi Bassi       | 13        |
| Regno Unito       | 22        |
| Stati Uniti       | 7         |
| Svezia            | 14        |
| Svizzera          | 3         |
| Mondo (IFPI)      | 4         |
| Classifica (2007) | Posizione |
| Australia         | 78        |
| Regno Unito       | 113       |
| Stati Uniti       | 189       |

### Classifiche di fine decennio
| Classifica (2000–2009) | Posizione |
| ---------------------- | --------- |
| Australia              | 8         |
| Regno Unito            | 1         |
| Stati Uniti            | 137       |